# Metalectra fimbripes
Metalectra fimbripes là một loài bướm đêm trong họ Erebidae.